# Simon de Volomsk
Simon de Volomsk, ou Saint Simon de Volomsk (né le 18 septembre 1585 à Volokolamsk et décédé le 12 juillet 1641 dans le monastère Saint-Simon de Volomsk) est un saint orthodoxe martyr, fêté le 12 juillet.

## Biographie

### Jeunesse
Le futur saint est né le 18 septembre 1585 d'un père paysan près de la ville de Volokolamsk, dans la région du célèbre Monastère Saint-Joseph. En 1606, dans le contexte du temps des troubles, la ville de Volokolamsk est durement touchée par les combats entre les armées gouvernementales et l'armée d'Ivan Bolotnikov. Sa famille étant privée de moyens de subsistance, Simon quitte la ville et part s'installer à Moscou où il devient apprenti chez un tailleur. Il quitte bientôt la ville et après un bref passage à Oustioug, il se rend au monastère Solovetski, au nord de la Russie.

### Entrée en religion
Après plusieurs années passées à Solovetski, au cours desquelles il reçoit un enseignement religieux avancé et apprend le chant religieux, il se rend au Monastère Pinegsk Makariev, dans la région d'Arkhangelsk, où il prononce ses vœux monastiques en 1609, à l'âge de 24 ans.
Mais attiré par la solitude, le moine Simon demande à quitter le Monastère pour mener une vie d'ermite dans la prière complète et une ascèse rigoureuse. Cela lui est accordé et il part vers le sud à la recherche d'un lieu propice. Il s'installe finalement en juillet 1613 à environ 80 verstes au sud-ouest d'Oustioug, dans l'épaisse forêt de Volomsk.

### Monastère de Volomsk
Saint Simon construit lui-même sa cellule dans cette zone isolée. C'est autour d'elle que se dressera par la suite le monastère de la Croix, qui sera aussi connu sous le nom de monastère Saint-Simon, du nom de son fondateur. Pendant cinq ans, il y vit dans la solitude complète, se nourrissant de ce qu'il cultive lui-même et du pain qu'il mendie parfois dans les villages voisins. Ceux-ci ignorent au début jusqu'à son existence mais quand ils apprennent sa présence dans la forêt, certains villageois locaux tentent de le chasser de la région.
D'autres, en revanche, sont attirés par la vie monastique et se rassemblent autour du Saint. Une communauté naît et celui-ci se rend à Moscou pour demander la bénédiction de construire une église, et la reconnaissance du Monastère. La bénédiction lui est accordée et le tsar Michel Ier accorde même par une charte au monastère la possession des terres dans un rayon de 10 verstes autour de celui-ci.
À son retour à Volomsk, la construction de l'église débute, mais celle-ci est à peine finie que les villageois hostiles au monastère viennent la brûler. Malgré cela, saint Simon construit une nouvelle église. En janvier 1620, il se rend à Rostov où il est ordonné au sacerdoce par le métropolite de la ville. Il devient dès lors Higoumène du monastère qu'il a fondé.

### Martyre
Le 12 juillet 1641, tous les moines du monastère se rendent à Oustioug, à l'occasion de la mémoire de saint Procope d'Oustioug. Saint Simon reste seul au monastère. Profitant de la situation, les villageois hostiles au Saint viennent le trouver et exigent de lui qu'il leur donne la charte donnée par le tsar. Le saint, ayant conscience de ce qui l'attend, se rend alors dans l'église, prie, communie puis ressort en leur disant « maintenant, faites de moi ce que vous voulez ». Il est alors violemment torturé puis finalement décapité. Son corps sera retrouvé quelques jours plus tard par les moines de retour de la ville, avec de sévères marques de mutilation.
Il est enterré à gauche de l'église du monastère.
Saint Simon est vénéré localement comme saint dès 1646, à la suite de nombreux miracles sur sa tombe,.